# Zena Bacar
Zena Bacar (Lumbo, 25 de agosto de 1949 — Maputo, 24 de diciembre de 2017) fue una cantante mozambiqueña, pionera en la música popular en su país.

## Biografía
Inició su relación con la música a los seis años interpretando temas folclóricos y bailando en los grupos mayoritariamente masculinos de su aldea. En 1980 grabó su primera canción, titulada "Urera Krera", que significa 'vanidad sin juicio'.
En 1981 fundó con Omar Issa y Remane Gimo el grupo de marrabenta Eyuphuro, que mezclaba ritmos tradicionales con el folk portugués y los sonidos árabes.
En 2017, Zena Bacar falleció a los 68 años en la miseria, un hecho que denunciaron sus compañeros de profesión. A su funeral acudió el ministro de Cultura y Deporte de Mozambique, Silva Dunduro.

## Reconocimiento
En 2014, el entonces presidente de Mozambique Armando Guebuza le concedió la Medalla al Mérito de las Artes y las Letras.

## Vida personal
Bacar nació como musulmana en Nampula. Se convirtió al cristianismo y entregó mucho de su dinero a la Iglesia Universal del Reino de Dios..